# برج الكوت (الخرج)
برج الكوت، ويسمى برج كوت الجهل، هو من بقايا أسوار قصر الكوت التاريخي يقع في مركز السلمية التابع لمحافظة الخرج. بناه الإمام سعود بن عبد العزيز بن محمد سنة 1195 هجرية. تحيط الأراضي الزراعية بالبرج وله طريق مُسفلت يصل إليه.

## البناء
هو على شكل مخروطي قاعدته دائرية تضيق تدريجياً كلما زاد الإرتفاع الذي يبلغ حوالي 8 أمتار. ينقسم إلى ثلاثة أقسام: القسم السفلي بُني بارتفاع خمسة أمتار، والقسم الأوسط عبارة عن غرفة ذات شكل دائري مخروطي لها باب بإرتفاع 170 سم وعرض 80 سم، وقد وضع فتحات صغيرة دائرية ومثلثة في جدران الغرفة تستعمل في الدفاع والمراقبة. أما القسم العلوي فهو بإرتفاع 50 سم، وفي قمة هذا القسم شرفات مثلثية الشكل تعرف باسم العرائس. استخدمت مداميك الطين الممزوج بالتبن في عملية بناء البرج وهي الطريقة المعروفة باسم العروق، وقد تم البناء على قواعد من الحجر، كما استخدمت جذوع أشجار الأثل كعوارض أفقية حاملة لطبقة من جريد وسعف النخيل مع الطين في إنشاء الأسقف، وتمت لياسة الجدار الخارجي بطبقة من الطين. رمم البرج من قبل الهيئة العامة للسياحة والتراث الوطني، وأحيط بسياج معدني لحمايته، ووضعت له لوحة تحذيرية.

## مكونات الموقع
- أساسات من الحجر
- الاسقف الخشبية مصنوعة من خشب الأثل مغطى بسعف النخيل ويعلوه طبقة من خليط التبن والطين
- الحوائط مبنية على هيئة مداميك.
- المبنى مغطى بطبقة لياسة خارجية من الطين والتبن.
- فتحات المبنى عبارة عن فتحات دائرية ومثلثة صغيرة وعلى منسوب عالي، والغرض منها مراقبة العدو والرماية والتهوية.
- الباب الرئيس للبرج بارتفاع 1.70م وعرض.8م ويعلو الباب عتب خشبي ليحمل بقية الحائط أعلاه.
- البرج بإرتفاع تقريبي 8.5م شامل إرتفاع الدروة العلوية.
- البرج مكون من ثلاثة أقسام.
- الحالة الظاهرية للبرج جيدة جداً.[2]